# Око прірви
«Око прірви» (1995) — історично-містичний роман-антиутопія українського письменника Валерія Шевчука, події якого відбуваються в XVI ст. 
За словами автора, «це алюзія тоталітаризму, який можна було б назвати Домом чорного світу… ним я ніби вимітав із себе сажу того чорного світу, як це буває, коли чистять димарі». У романі яскраво змальовано ортодоксальну культуру середньовіччя.

## Дійові особи
- Михайло Василевич, каліграф і рисувальник
- Созонт Трипільський, диякон із Києва
- Павло Гутянський, чернець із Карпатських гір